# Overlord II
Overlord II är ett tredjepersons actionäventyrsspel från 2009 utvecklat av Triumph Studios och utgivet av Codemasters. Spelet är en uppföljare till Overlord från 2007.